# Station Westend
Westend is een station van de S-Bahn van Berlijn, gelegen in een uitgraving nabij de Spandauer Damm en parallel aan de stadssnelweg BAB 100 in het gelijknamige Berlijnse stadsdeel Westend. Het station ligt aan de Ringbahn en werd geopend op 15 november 1877, aanvankelijk onder de naam Charlottenburg-Westend.
Nadat 1871 het oostelijke deel van de ringspoorlijn om het Berlijnse stadscentrum, die een aantal reeds bestaande kopstations met elkaar moest verbinden, gereed was gekomen, nam men in 1877 ook het westelijke deel van de Ringbahn in gebruik. Een van de nieuwe stations op dit deel van de lijn, die zowel gebruikt werd voor goederenvervoer als door stadstreinen, was Charlottenburg-Westend. De naam van het station verwees naar zijn ligging in het uiterste westen van de stad Charlottenburg, die in 1920 geannexeerd werd door Groot-Berlijn. Het gebied ten westen van het station was nog vrijwel onbebouwd en zou pas aan het begin van de 20e eeuw ontwikkeld worden. Hier ligt nu het stadsdeel Westend.
Op 15 oktober 1881 werd het station hernoemd en kreeg het zijn huidige naam. Drie jaar later volgde een grootschalige ombouw van het station, dat voortaan over twee doorgaande en twee kopperrons zou beschikken (zie sporenplan). Tegelijkertijd verrees een roodbakstenen stationsgebouw in neorenaissancestijl van de hand van de architecten Heinrich Kayser en Karl von Großheim, dat inmiddels onder monumentenbescherming staat.

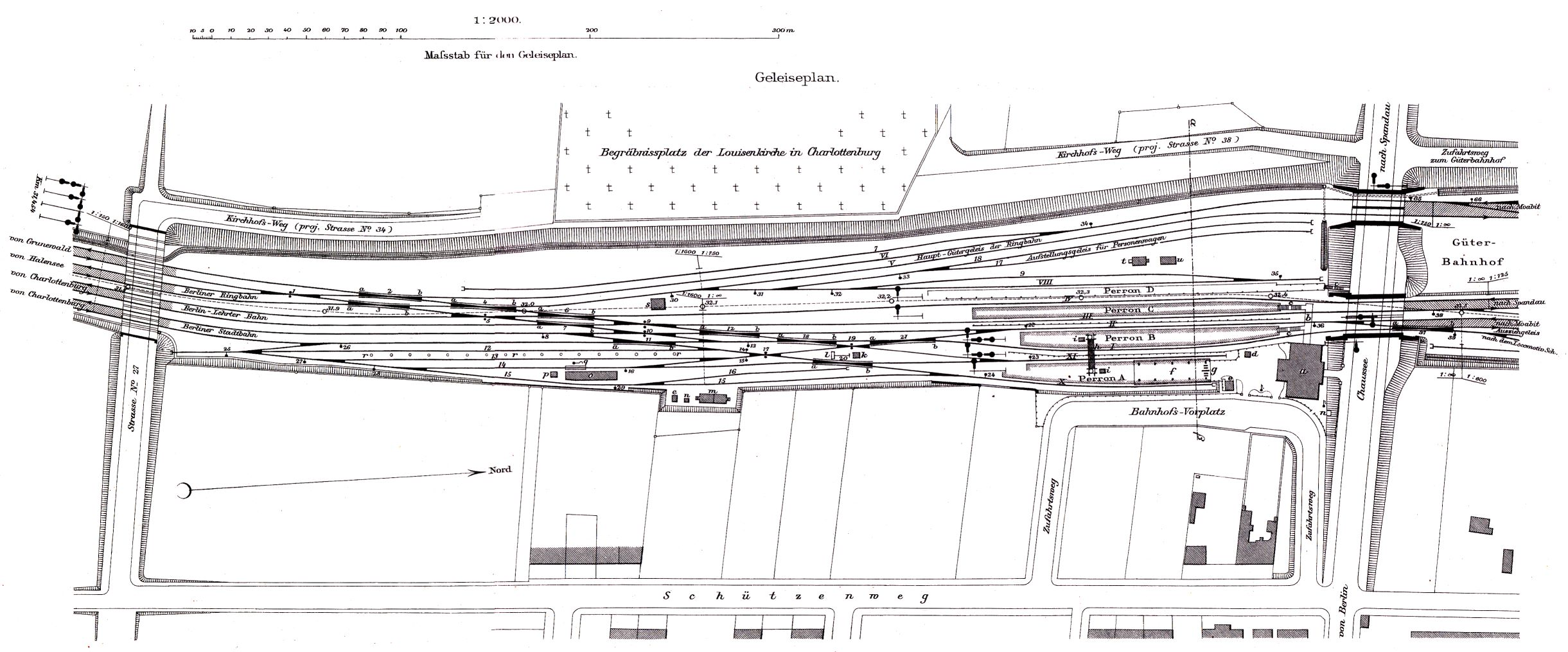
Sporenplan 1887

Aanvankelijk vond al het vervoer op de Ringbahn plaats met stoomtractie, maar in de jaren 1920 begon men de voorstadslijnen in en om Berlijn te elektrificeren. In november 1928 startte het elektrische bedrijf op het zuidelijke deel van de ringlijn en in februari 1929 was ook de noordelijke Ringbahn, waartoe station Westend behoort, geëlektrificeerd. Een jaar later ging de ring samen met de Stadtbahn en een aantal buitenlijnen het nieuwe S-Bahnnet vormen. Ondertussen was ten noorden van station Westend, langs de sporen richting Jungfernheide, een werkplaats voor het S-Bahnmaterieel aangelegd.
Tijdens de Tweede Wereldoorlog raakte de werkplaats dermate beschadigd dat hij na de oorlog gesloten werd. In het S-Bahnstation zelf waren voortaan alleen de perrons met doorgaande sporen nog in gebruik, aangezien het kopperron A na de Tweede Wereldoorlog werd gesloten en het perron D reeds rond de eeuwwisseling afgebroken was.
In de zestiger jaren van de twintigste eeuw ontstond stadsringweg 100, die grotendeels parallel aan de S-Bahnring werd aangelegd. Ten zuiden van station Westend verlopen de sporen van de Ringbahn zelfs enige tijd over de middenberm van de stadssnelweg. Langs de snelweg werden enkele bushaltes gecreëerd, die bereikt konden worden via trappen en voetgangerstunnels. Ook onder de Spandauer-Damm-Brücke bij S-Bahnstation Westend bestond een dergelijke halte, die bediend werd door boycot-lijn 65/105. Na de bouw van de Berlijnse Muur in 1961 volgde in West-Berlijn namelijk een grootschalige boycot van de door de Oost-Duitse spoorwegen (Deutsche Reichsbahn) bedreven S-Bahn. Het stadsvervoerbedrijf BVG stelde daarop een aantal parallel aan S-Bahntrajecten verlopende buslijnen in. Ook onder het West-Berlijnse personeel van de S-Bahn bestond een groeiende weerstand tegen de Reichsbahn, die zijn hoogtepunt bereikte met een staking in september 1980. De DR beantwoordde de staking met een massale inkrimping van de dienstregeling. Een aantal trajecten, waaronder de al jaren verwaarloosde Ringbahn, zou helemaal niet meer bediend worden. Station Westend werd gesloten en viel al snel ten prooi aan vandalisme en verval.
De hal van het ongebruikte S-Bahnstation kreeg na een restauratie in 1985 een nieuwe functie als kunstenaarscentrum. Er ontstonden zestien ateliers, een kleine concertzaal en een galerie, onderdeel van de Berlijnse Universiteit van de Kunsten.

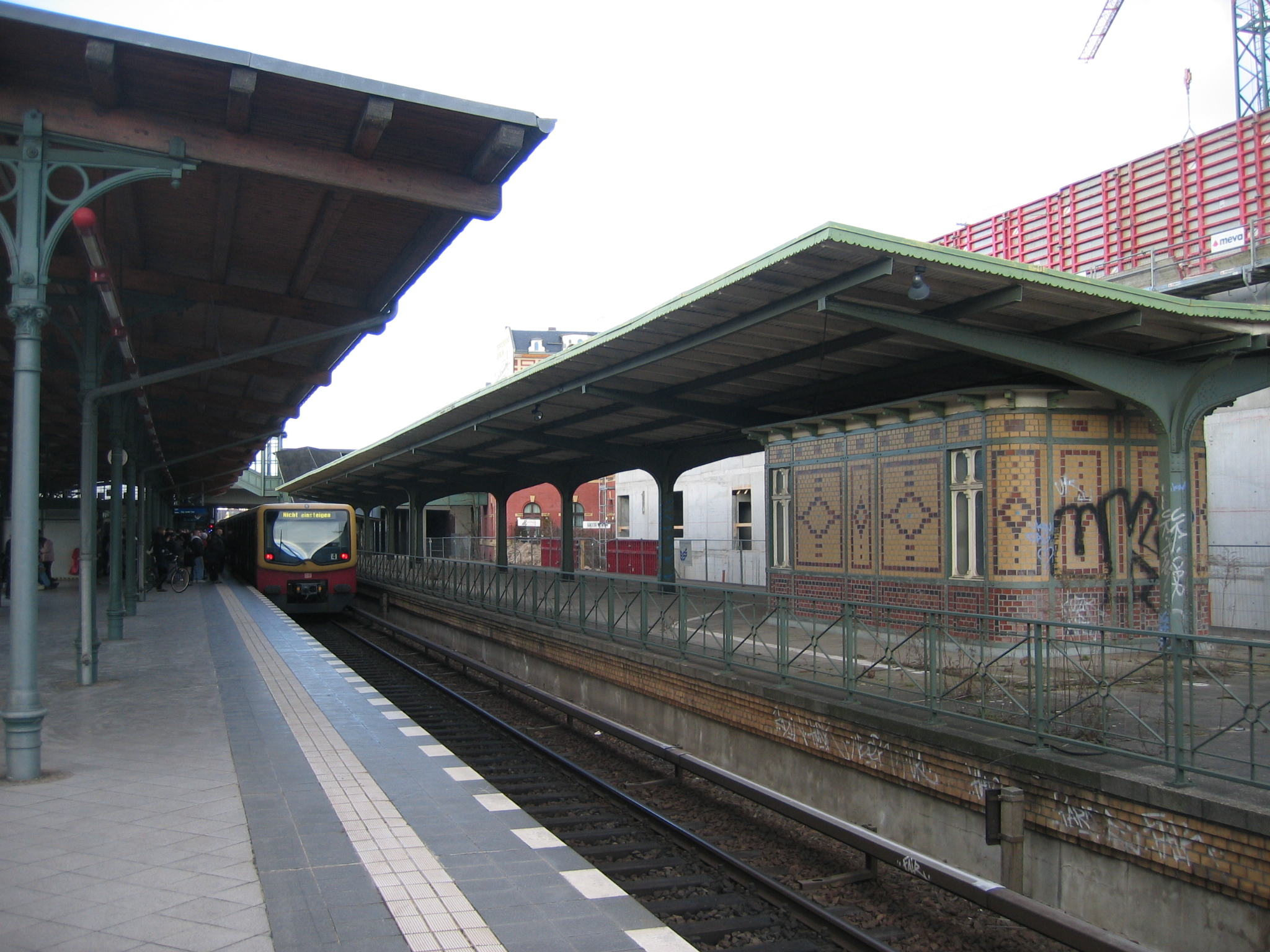
Binnenrijdende trein aan perron C. Perron B (rechts) is afgesloten voor reizigers

In 1984 had de West-Berlijnse BVG de exploitatie van het westelijke S-Bahnnet van de DR overgenomen. Men heropende een aantal verbindingen, maar de Ringbahn bleef nog altijd onbediend. In september 1989, twee maanden voor de val van de Muur, werd in station Westend het symbolische startschot voor het herstel van de Ringbahn gegeven. Het vroegere perron C voor treinen in zuidelijke richting werd verbreed heraangelegd als eilandperron en iets naar het noorden verschoven, zodat er aan beide zijden van de Spandauer-Damm-Brücke toegangen gecreëerd konden worden. Het oude perron B, waar tot 1980 treinen in noordelijke richting stopten, bleef behouden maar wordt niet meer gebruikt. Op 17 december 1993 werd het station samen het zuidelijke en westelijke deel van de S-Bahnring weer in gebruik genomen. Westend was aanvankelijk het eindstation, maar zou dit niet lang blijven: in 1997 trok men de dienst door naar Jungfernheide en in 1999 en 2002 werden de laatste ontbrekende delen van de noordelijke ring heropend. In 2006 voerde men de Vollring-dienst (doorgaande treinen over de gehele ring) opnieuw in; sindsdien wordt station Westend bediend door de lijnen S41 (ring met de klok mee), S42 (tegen de klok in) en S46 (Königs Wusterhausen - Westend).
Tussen 2008 en 2011 zal de verouderde Spandauer-Damm-Brücke over de stadsringweg en de S-Bahnring volledig herbouwd worden. Het is nog niet bekend wat de gevolgen zullen zijn voor de bereikbaarheid van station Westend, waarvan de ingangen zich op deze brug bevinden. Bij eerdere werkzaamheden aan de Spandauer-Damm-Brücke moest een van de toegangen gesloten worden.